# 小行星10149
小行星10149（10149 Cavagna）是一颗绕太阳运转的小行星，为主小行星带小行星。该小行星于1994年8月3日发现。

## 轨道参数
小行星10149的轨道半长轴为2.1810037 UA，离心率为0.028。